# Луистаун (Охајо)
Луистаун (енгл. Lewistown) насељено је место без административног статуса у америчкој савезној држави Охајо.

## Демографија
По попису из 2010. године број становника је 222.
| Група             | 2000.    | 2010.       |
| Белци             | 0 (0,0%) | 220 (99,1%) |
| Афроамериканци    | 0 (0,0%) | 0 (0,0%)    |
| Азијати           | 0 (0,0%) | 0 (0,0%)    |
| Хиспаноамериканци | 0 (0,0%) | 0 (0,0%)    |
| Укупно            | 0        | 222         |